# Cyathea stuhlmannii
Cyathea stuhlmannii là một loài dương xỉ trong họ Cyatheaceae. Loài này được Hieron. mô tả khoa học đầu tiên năm 1900.
Danh pháp khoa học của loài này chưa được làm sáng tỏ. 